# Kirstin Funke
Kirstin Funke (* 10. März 1973 in Kiel) ist eine schleswig-holsteinische Politikerin (FDP) und war Abgeordnete des Schleswig-Holsteinischen Landtags der 17. Wahlperiode (2009–2012).

## Ausbildung und Beruf
Kirstin Funke legte 1993 das Abitur an der Freien Waldorfschule Eckernförde ab und studierte nach einem einjährigen Auslandsaufenthalt als Au-pair in Cincinnati/Ohio USA Rechtswissenschaften an der Christian-Albrechts-Universität zu Kiel. Als Geschäftsführerin eines Flagshipstores der Marken Tandem, Transit und Transit Uomo in Kiel führt sie das Studium als Wirtschaftsjuristin im Fernstudium fort.

## Politik
Kirstin Funke ist seit 2000 Mitglied der FDP Schleswig-Holstein. Seit 2011 ist sie als Europabeauftragte des Landesverbandes Schleswig-Holstein Mitglied des Landesvorstandes. Im FDP Kreisvorstand Rendsburg-Eckernförde war sie von 2002 bis 2011 Mitglied und davon 2005–2011 stellvertretende Vorsitzende. Von 2002 bis 2005 war sie stellvertretende Kreisvorsitzende der Jungen Liberalen Rendsburg-Eckernförde und ebenfalls Mitglied des Landesvorstandes der Jungen Liberalen Schleswig-Holstein. Kirstin Funke ist Gründungsmitglied der Liberalen Frauen Schleswig-Holstein und von 2005 bis 2009 war sie auch deren stellvertretende Landesvorsitzende. Seit 2005 ist sie Delegierte der FDP Schleswig-Holstein für den ELDR-Kongress (European Liberal Democratic Reformers) und seit 2007 Mitglied im Bundesfachausschuss der FDP für Internationale Politik.
2009 wurde sie über die Landesliste (Platz 9) in den Schleswig-Holsteinischen Landtag gewählt und war dort Mitglied sowohl im Europa- als auch im Bildungsausschuss. Für den Landtag war sie Schriftführerin und Mitglied in der Arbeitsgruppe "Integrierte Meerespolitik" der Ostseeparlamentarierkonferenz. Sie war Sprecherin der FDP-Landtagsfraktion für die Bereiche der Europa-, Wissenschaft-, Frauen- und Kulturpolitik.

## Sonstige Ämter
Kirstin Funke ist seit November 2011 Mitglied des Bundespräsidiums der Europa-Union Deutschland e.V. und seit 2010 ist sie stellvertretende Landesvorsitzende der Europa-Union Schleswig-Holstein e.V. und organisiert seit
2007 die Preisverleihung des europäischen Schülerwettbewerbes im Kreis Rendsburg-Eckernförde für die Europa-Union Rendsburg-Eckernförde.
Von 1997 bis 2009 war sie ehrenamtliche Mitarbeiterin im Segelregattabüro zur Kieler Woche in Kiel-Schilksee und von
2006 bis 2008 Leiterin des Regatta- und Jurybüros zum hll Dragon Grand Prix und der Wohltätigkeitsregatta für die Childhood Foundation in Strande.